# P&O Nedlloyd

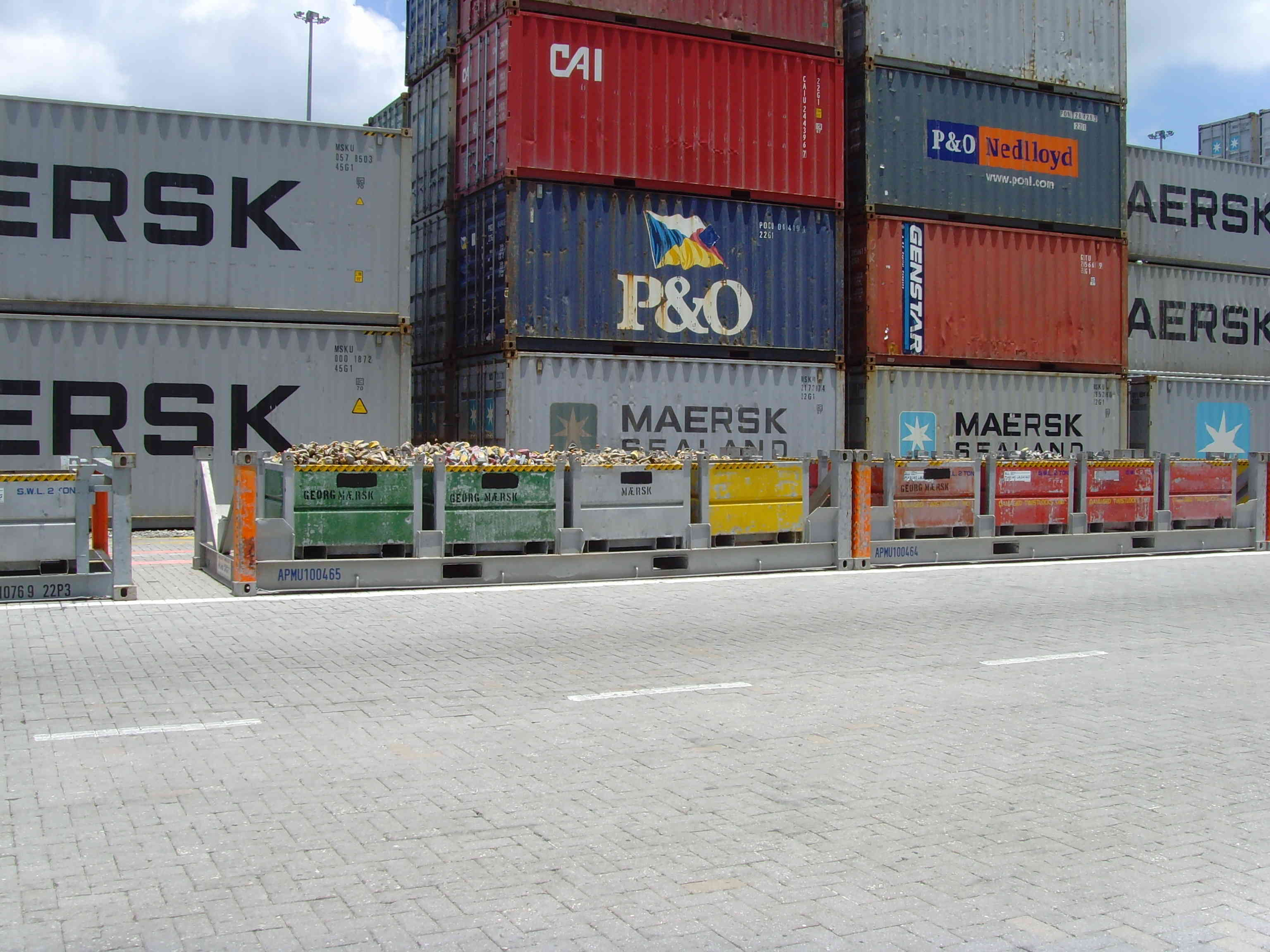
Containers com as marcas das empresas

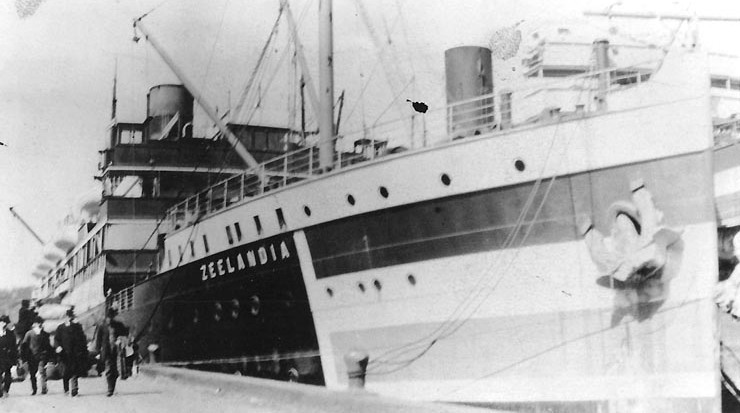
Zeelandia at New York

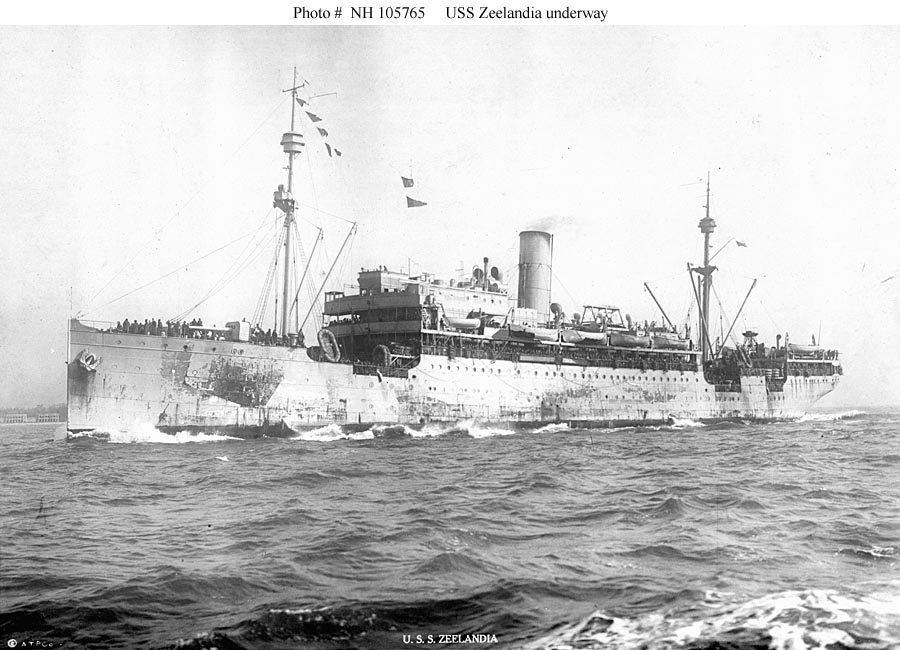
Zeelandia absorvido pelos Norte-Americanos durante a guerra

P&O Nedlloyd Container Line Limited foi uma empresa anglo-holandeza de navegação própria especializada em transporte de containers e logística com sedes em Londres e Roterdã. As ações da empresa Royal P&O Nedlloyd eram negociadas na Dutch stock exchange até a venda da empresa em 2005 para o grupo empresarial Maersk.

## História
A empresa holandesa de transporte Koninklijke Hollandsche Lloyd NV (KHL) ou Royal Dutch Lloyd (German Dutch Dutch Lloyd) tinham sua sede em Amsterdã e existiram de 1908 a 1936, com empresa sucessora até 1981. A principal área de transporte da companhia de navegação foi o serviço Europa-América do Sul,
As raízes da empresa residem na South America Line ou Zuid-Amerika Lijn (ZAL), fundada em Amsterdã em 1899, que se envolveu no transporte para a América do Sul. A empresa foi dissolvida em 1908 depois de sofrer abalo financeiro. A instigação da Dutch Trade Society (Handel-Maatschappij, the Koninklijke Hollandsche Lloyd KHL), a Royal Dutch Lloyd foi fundado como uma empresa sucessora com melhores recursos de capital. Em 1914, a empresa tinha cinco navios de passageiros entre 7291 e 13911 GRT (Hollandia, Frisia, Zeelandia, Gelria, Tubantia) e quatro navios de carga cujos nomes terminaram em -land.
Após o afundamento de seu maior navio até à data, o Tubantia (13911 BRT, 1913 de Alexander Stephen & Sons) de um submarino alemão, a companhia de navegação adquiriu em 1916 da Hapag os dois em construção, mais de 19 mil toneladas de Johann Heinrich Burchard, 1915 em Joh. C. Tecklenborg em Geestemünde, que o completou e William O'Swald cuja construção continuou depois de 1914 na Weser AG em Bremen. Ambos os navios foram completados após a guerra e foram de 1920 a 1922 como Limburgia e Brabantia em ação para a KHL entre Amsterdã e os portos de La Plata. Em 1922, KHL foi vendida para cooperar com os navios da Hapag United American Lines (UAL), que eles usaram sob o nome Reliance e Resolute entre Hamburg e New York. Em 27 de julho de 1926, Hapag comprou de volta os navios e continuou a usá-los sob o nome americano.
A KHL adquiriu em 1922, os novos Orania e Flandria' de 10 000 GRT cada, 16 kn de turbina sólida de estaleiros britânicos. Seus dois navios de passageiros mais antigos, o Frísia e Hollandia com menos de 7500 GRT, passaram da KHL a Hapag, que eles usaram sob o nome de Hammonia e Holsatia brevemente para a América Central.
No decurso da crise econômica mundial, o Royal Dutch Lloyd ficou em  1935 insolvente. O Flandria foi vendido para a França, o Gelria (13868 BRT / 1913), a nave irmã do Tubantia, para a Itália e o navio de passageiros mais antigo da companhia de navegação, o Zeelandia (7995 BRT / 1910), foi finalmente descartado. O novo Orania em 1934, após uma colisão em Leixões, se perdeu.
Em 1936, Wm. H. Müller & Co. de Rotterdam e o Koninklijke Nederlandsche Steamboot Maatschappij (KNSM) de Amesterdã fundaram a Empresa Pública da Royal Holly Lloyd, mas em geral, foi chamada de Royal Dutch Lloyd. A companhia de navegação foi administrada pela Wm. H. Müller & Co.
Após a Segunda Guerra Mundial, a empresa de transporte Wm H. Müller & Co. paraou o transporte de passageiros em 1958 e retirou-se em 1970 também do negócio de carga. O KHL foi entregue ao KNSM e continuou lá como uma companhia de transporte independente, o próprio Müller foi transferido para Scheepvaartbedrijf Kroonburgh NV em Roterdãm. Em 1981, o KNSM juntou-se à 1970 Nedlloyd, onde o KHL também foi incorporado à mesma.
A P&O Nedlloyd Container foi formada em dezembro de 1996 em uma operação 50/50 joint venture, quando a britânica P&O Containers Limited se associou com a holandesa Royal Nedlloyd Lines formando a nova empresa.
Em 1998 a P&O Nedlloyd adquiriu a companhia britânica de transporte marítimo Blue Star Line.
Em maio de 2005 o grupo dinamarquês A.P. Moller-Maersk Group que era a proprietária da Maersk-Sealand anunciou interesse em adquirir a empresa cuja compra foi concluída em 13 de agosto de 2005. Em fevereiro de 2006 os negócios e operações de transporte marítimo e logística do grupo passou a operar com o nome de Maersk Line.
A partir de 2006 a empresa opera mais de 160 navios sem o próprio comando.

## Galleria

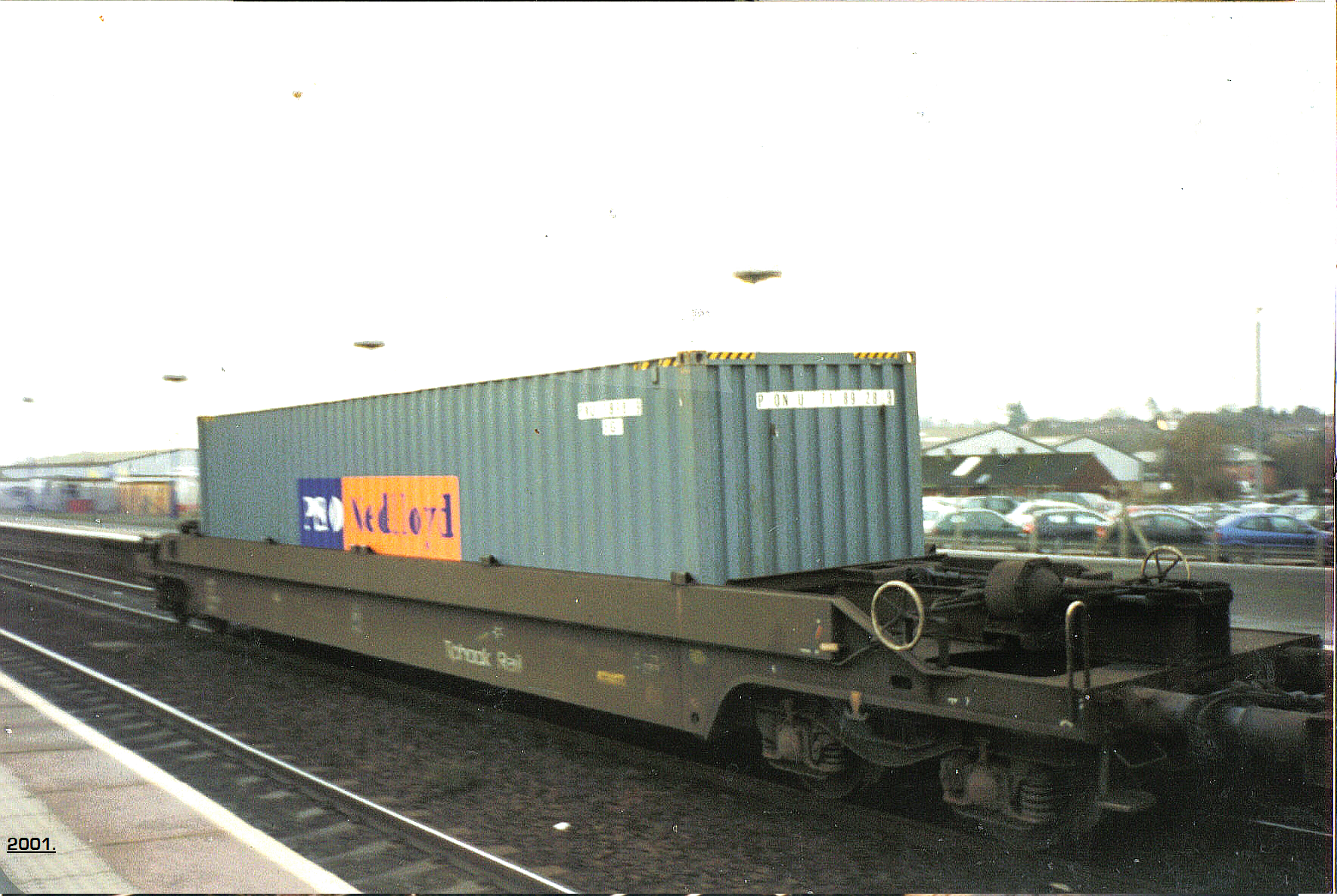
P&O Nedlloyd recipiente em um vagão na estação de Banbury em 2001
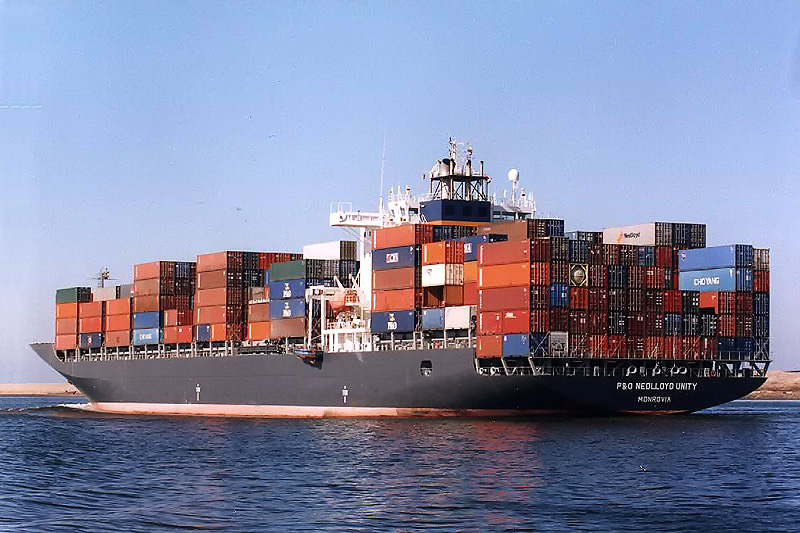
P&O Nedlloyd Unity no canal de Suez
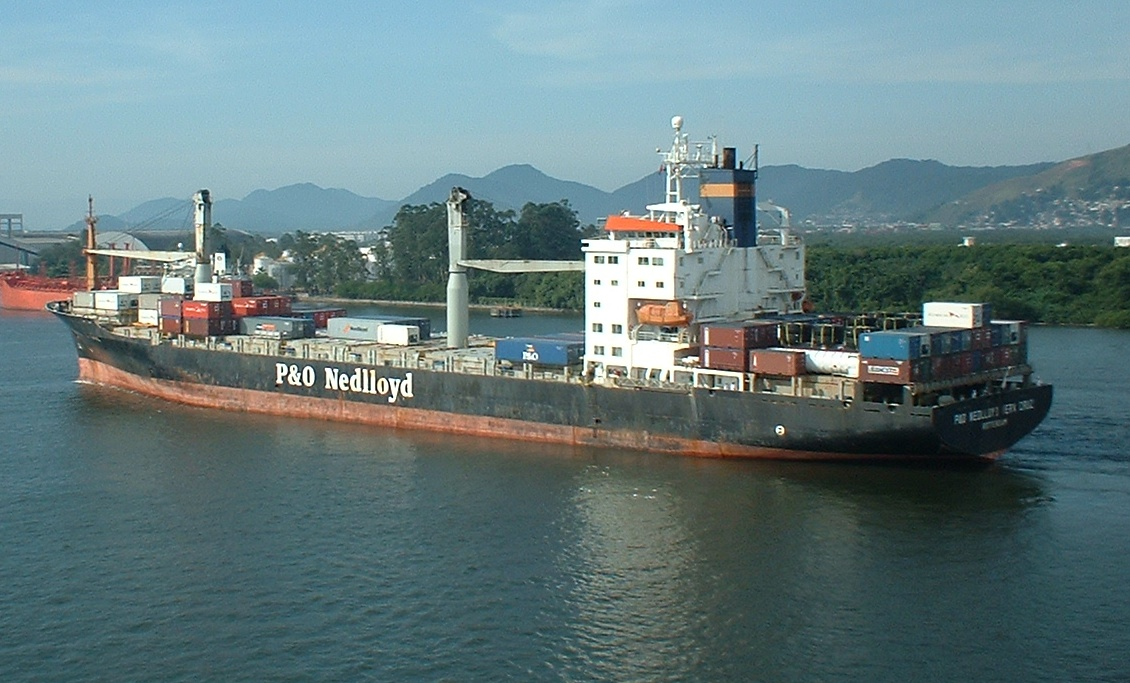
P&O Nedlloyd Vera Cruz saindo de Santos, Brazil em 2000
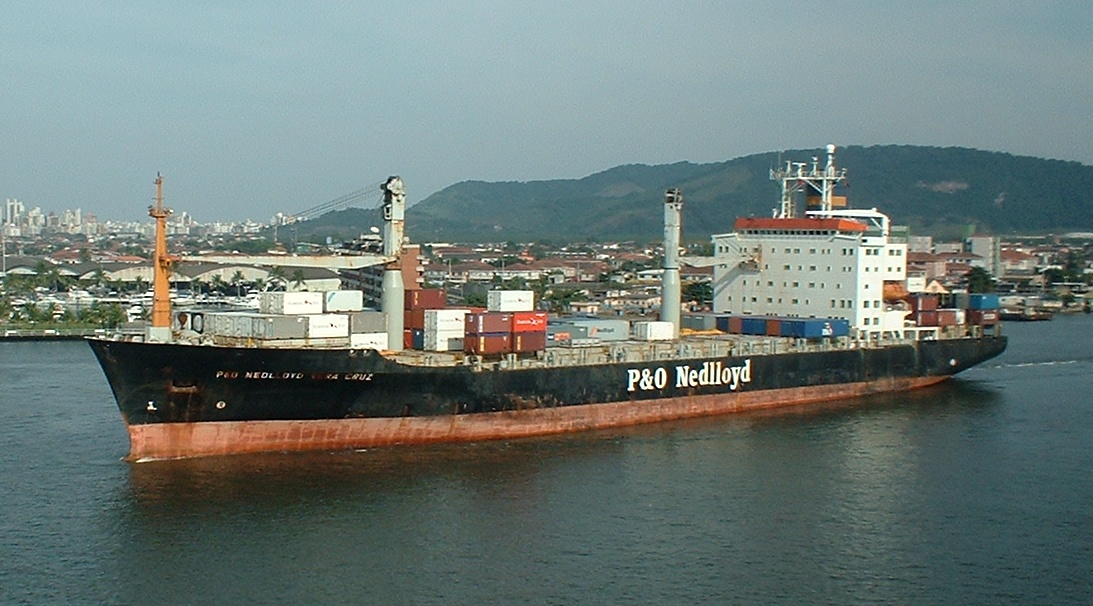
P&O Nedlloyd Vera Cruz
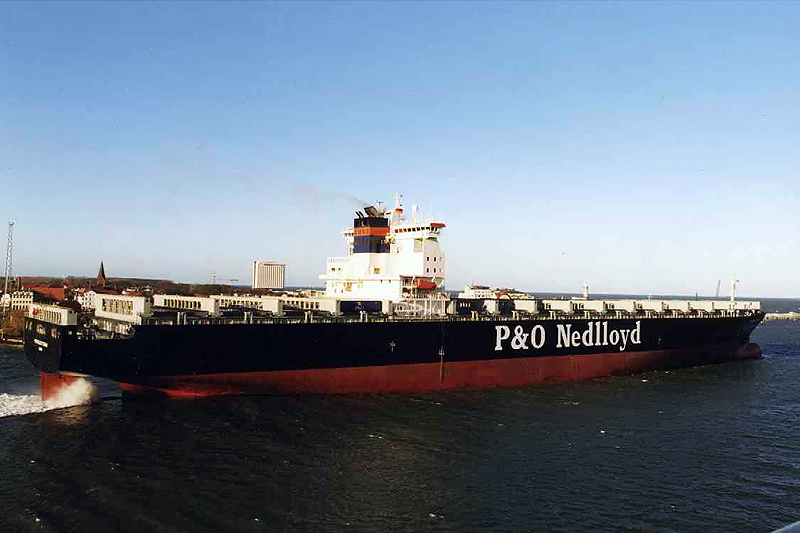
P&O Nedlloyd Tasman em 2000.
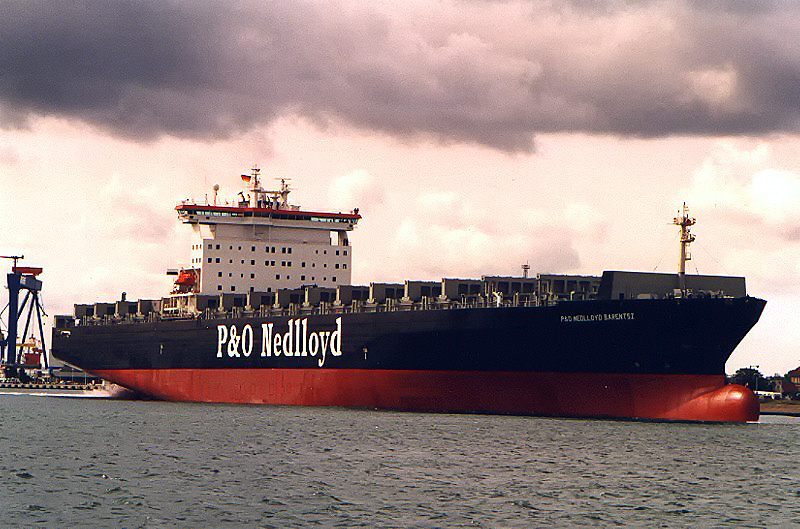
P&O Nedlloyd Barentz
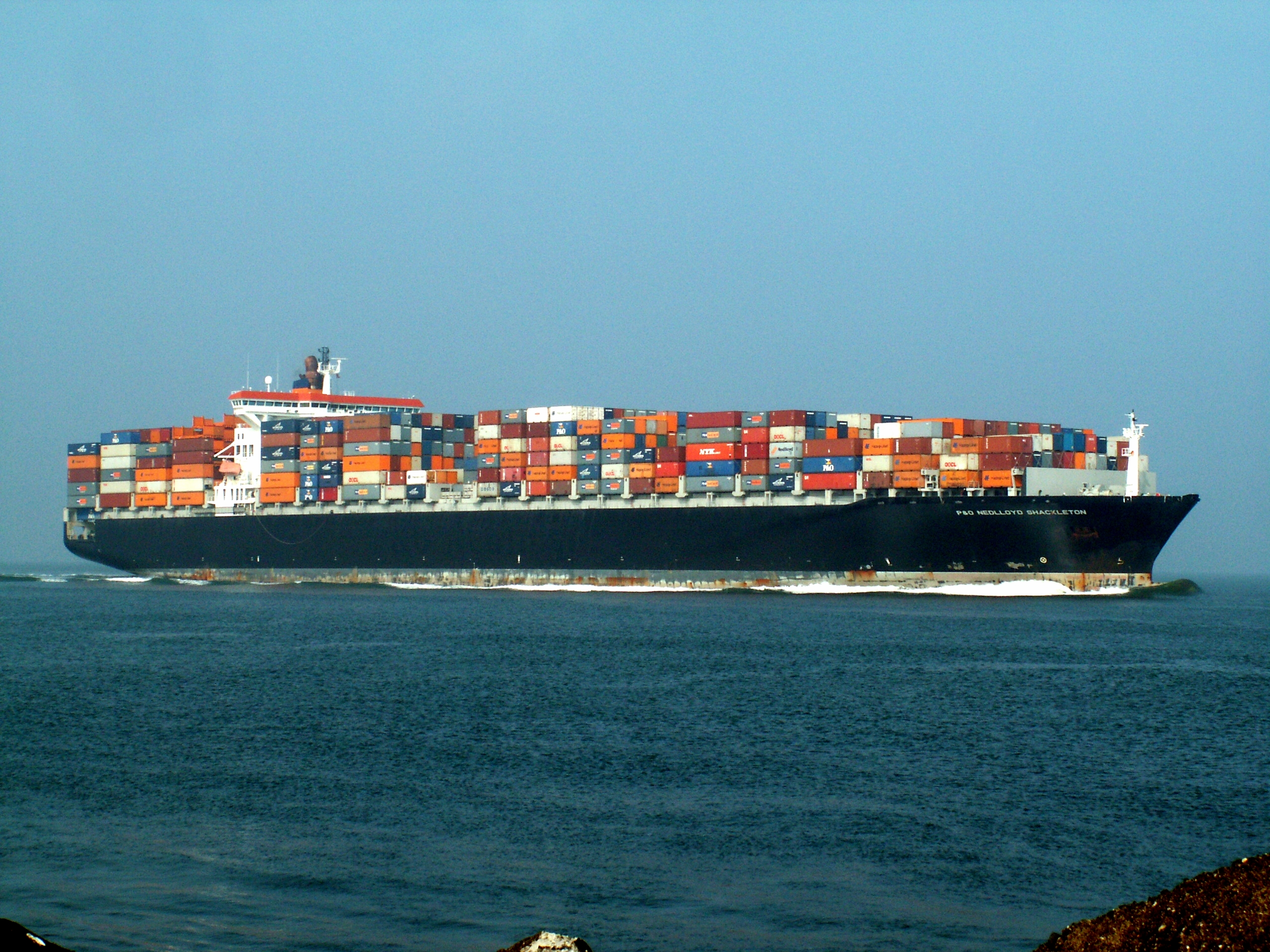
P&O Nedlloyd Shackleton em 2005